# Linophryne polypogon
Linophryne polypogon är en fiskart som beskrevs av Regan 1925. Linophryne polypogon ingår i släktet Linophryne och familjen Linophrynidae. Inga underarter finns listade i Catalogue of Life.